# Sepsibodok
Sepsibodok (románul Bodoc) falu Romániában, Kovászna megyében.
Ha a hétköznapi embert hallgatjuk, azt mondja, hogy két dologról híres ez a vidék: a bodoki borvízről és a zaláni szilvapálinkáról.

## Fekvése

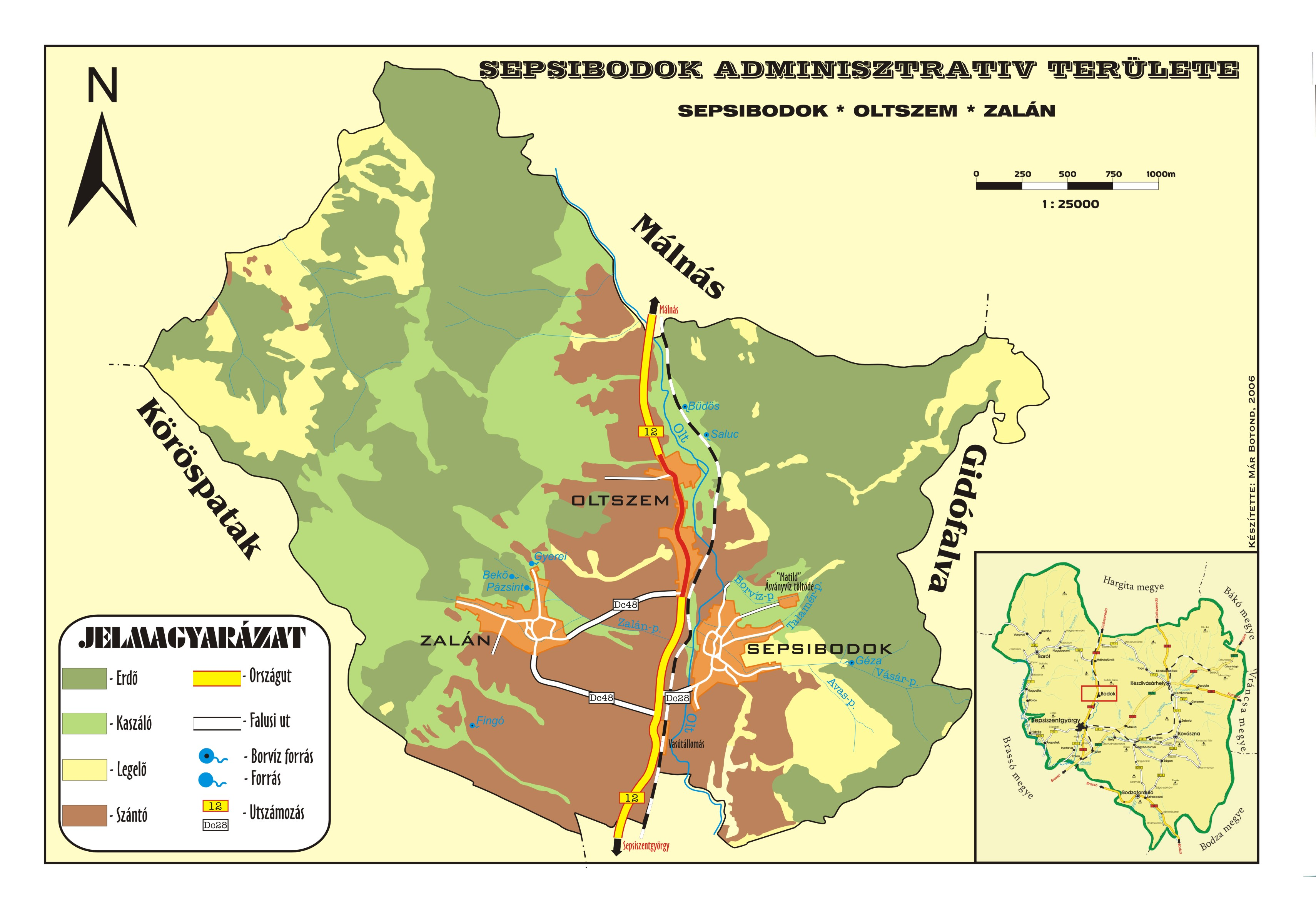
Sepsibodok község adminisztrativ területe

Sepsiszentgyörgytől 11 km-re északra, a 12-es főúttól 1,5 km távolságra, az Olt bal partján, az úgynevezett Olt-fejben helyezkedik el. Oltszemmel és Zalánnal alkot községet. Sepsibodok az Alsó-Háromszéki-medencében foglal helyet, az egykori Háromszék vármegye sepsiszéki területén. Róla kapta nevét a Bodoki-hegység, Bodok a hegység nyugati lábánál, 550 m magasságban fekszik. A falun átfolyik a Talamér patak, amely a Bodoki-tető közelében ered.

## Története
1332-ben Buduk néven említette először oklevél. A falu már a 14. század első felében egyházas hely volt, székely lakossággal.
1495-ben Bodog, 1508-ban és 1614-ben már Bodok néven írták.
1440 előtt a Bodoki Henter család birtoka volt. Ekkor említették a családból Bodoki Lászlót, Bodoki Jánost, valamint Bodoki Györgyöt, akit a fehérvári egyház kántoraként nevezett meg egy oklevél, Valamint a Szent Kereszt oltár igazgatóját, Tamás magistert, aki később kanonok lett, neve Szentkereszti néven is ismert volt.
1495-ben bodogi Cserjék Antalné, néhai Szentgyörgyi Balázs leánya, Márta osztozott meg Szentgyörgyi Balázs birtokán.
1597-ben itt született és hunyt el 1668-ban Mikó Miklós emlékíró, Bethlen Gábor fejedelem titkára.
1910-ben a falunak 919, zömmel magyar lakosa volt. A trianoni békeszerződésig Háromszék vármegye Sepsi járásához tartozott. 1992-ben 1332 lakosából 1275 magyar és 57 román volt.

## Látnivalók
- Református, védőfallal körülvett vártemploma 15. századi, 1651-ben átépítették. Erődfalai félkörívben állnak, hiányzó részét az 1920-as években bontották le, köveit az iskola építéséhez használták fel.
- A Bodoki-havasnak az Olt völgye felé kiugró fokán láthatók Kincsás várának terjedelmes maradványai. Nevét annak köszönheti, hogy területén elásott kincseket sejtettek. A vár korai vaskorban épült, a középkorban menedékhelynek használták. Egy összekötő út volt a Leányka-várral, melyet „Hintó-útjá"-nak neveztek, turistajelzéssel ma is lejárható.
- A falu nevezetes borvízéről (Salus-forrás) – palackozzák is – és gyógyfürdőjéről.

### Bodoki-havas
A Bodoki-havast az Olt és a Feketeügy völgye, lapálya zárja közre. A hegycsúcsok méreteik szerint a következők: a Kömöge 1241 m, a Henter mezeje 1213 m, és a Bodoki-csúcs (1194 m). 
A hegység tetején tavasszal nagy vonzerővel rendelkezik a hóvirágmező, amely ritkaságnak számít. A Bodokról felvezető erdei úton, a Talamér patak mentén, a falutól 4 km-re megtekinthetjük az úgynevezett „Kövest” ahol a patak folyása egy olyan részt alakított ki, mely egy macskaköves útra hasonlít, szélén egy kis medencét kialakítva.
A hegység mellékgerincén, a Besenyő-patak völgyétől keleti irányába megtalálhatjuk a kiemelkedő Emberhányás nevű csúcsot, amelyhez hasonló kisebb magaslatokat találunk. A természeti látványosságok a hegyvonulat tetejéről, a gerincen végighaladva és az ott kiemelkedő csúcsokról, tiszta időben lehet látni az egész Háromszéki-medencét, és az azt közrezáró hegységeket.

### Bodoki ásványvizek
A községben több szénsavas és szénsavmentes forrás található, melyek gyógyhatásuk miatt számítanak vonzó tényezőknek. Érrendszeri, mozgásszervi, nőgyógyászati problémákra hatásosak.
Bodokon hét forrást említek meg, ebből hármat palackoznak „Bodoc Matild” néven, ezek a források a Lenke, Vilma és Matild. A borvízforrás első bérlője György József vállalkozó volt, aki Matild nevű menyasszonyáról nevezte el a borvizet. A szájhagyomány szerint maga népszerűsítette külföldön is a "Matild"-vizet. A népi emlékezet tudni véli, hogy Bécsben jártában, előkelő éttermekben az ebédje mellé fogyasztott nemes borokba a batyujában magával hozott ásványvízből is töltött, majd megkóstoltatta a gyöngyöző bort a pincérekkel. Azok pedig - miután megízlelték - a legtöbbször fennhangon dicsérték a személyzet és a vendégek előtt a furfangos székely góbé csodás találmányát, a tulajdonost is meggyőzve emígy, hogy érdemes a vállalkozóval nagyobb tételre szállítási szerződést kötnie. A „Matild” borvíz népszerűsége egyre nőtt, s rövid idő alatt meghódította Európát, sőt a tengeren túlra is eljutott, miután bizonyossá vált, hogy kötött szénsavtartalma lehetővé teszi a tengeri szállítást.

### Sütei Borvízferedő
2011. július 23-án került sor a kalákával felújított, az erdő közepén a havas tövében található oltszemi Sütei borvízfürdő felavatásra.
A sütei borvíz a világháborúk közti időszakban nagy népszerűségnek örvendett: a hajdani töltődéből egészen Galacig szállították a vizet. 
Bárki fogyaszthatja a gyomorbántalmakra kitűnő hatással bíró alkalikus vizet, amely tele van szódabikarbonáttal, és széndioxid- tartalmú.
Arról is találtak feljegyzést, hogy a palackozóüzemben volt hivatásos hörpintő legény, aki a színültig telt üvegből lehörpintette a fölösleget.
A fürdő- és ivókúrára egyaránt alkalmas termálvíz az ország legjobb hatású minősített gyógyvizei közé tartozik.

### Kincsás vára
Sepsibodoktól északkeletre, az 1194 m magas Bodoki-tető délnyugati oldalán, az 1053 m-es Kincsás-tető platóján állnak a Kincsás-vár romjai, amelyet régészeti rezervátumnak nyilvánítottak. A lekerekített sarkú háromszög alakú, mintegy 400×300 méter alapterületű erődítmény hossztengelye észak–dél irányú. Falak nyomai nem figyelhetőek meg, a belterületet egy zömök, trapéz átmetszetű földtöltés övezi, melynek külső oldalát árok erődíti. Régen a vár alá boltikus alagút ment be, mely a várnak titkos földalatti kijárata volt. A vár legmagasabb pontján egy nagyméretű gödör található, amelyről azonban nem dönthető el, hogy építmény maradványa vagy csak egy nagyméretű kincskereső gödör.
A várat valamikor az őskor folyamán, az I. e. 1. század első felében, a korai vaskorban építették. Nem zárható ki, hogy abban az időszakban egy hatalmi központ emelkedett itt, amely egyúttal a Csernáton-patak völgyéből, a Hegyes-tető környékéről kiinduló, a Bodoki-hegységen keresztül az Olt völgye felé haladó útvonalat is ellenőrizte.
Az 1950-ben lezajló régészeti kutatás során feltárták a vár „szárazon”, habarcs nélkül rakott kőfalát. Az ekkor talált leletanyag kora vaskori cserepekből állt, középkori lelet nem került a felszínre. Az erődítményt ennek ellenére Háromszék középkori erődítményei közé sorolták, mivel környékéről egy egyenes pengéjű, kétélű kard került elő. Földbe kerülése kapcsán még az is feltételezhető, hogy nem a várba visszavonuló falusiak vesztették el, hanem az ellenség elől sebesülten menekülő, az erdőben elpusztult harcos felszereléséhez tartozott. A középkor folyamán a még viszonylag jó karban levő erődítményt feltételezhetően mentsvárként használhatták, legalábbis addig, míg a környező falvak el nem kezdték megépíteni templom körüli erődítményeiket.
A „Kincsás" nevet a későbbiekben kapta, eredeti nevét nem tudni. A kincsás név a nép által jött létre, valószínűleg a területén zajló kincskutatásokból eredhet. A néphit szerint itt rengetek kincs volt elásva, melyet később magyarországiak hordtak el. Ez alapján a Kincsás név a „kincsásás” megrövidült alakja. Az egyetlen várra vonatkozó oklevél, Báthory Zsigmond erdélyi fejedelem 1592-ben Gyulafehérváron kiállított adománylevele, a várat Kincsásás vára néven említi. Nem zárható ki az sem, hogy az erődítmény időközben „Kincses”-re rövidülő nevét a helyi nyelvjárást nem ismerő adatgyűjtők „Kincsás”-nak hallották, és így jegyezték le. A várhoz turistaösvény vezet sárga kör jelzéssel Bodokról és piros kör jelzéssel Oltszemről, ez utóbbi vezet a Leányka-várhoz is.

### Sepsibodoki református műemléktemplom
Építésének elkezdéséről nem állnak fenn adatok, de stílusáról és beosztásáról következtetni lehet, hogy a reformáció előtt épült, főként román stílusban és 1651-ben nyerte el jelenlegi formáját. A déli főbejárat kőből faragott ajtókeretébe vésve találhatók gróf Mikó Miklós latin nevének kezdő betűi N. M. és az 1651-es évszám. Az ajtó fölött, belül található a Mikó család címere egy bibliai idézettel.
A templom 1851. évi általános javítása gróf hídvégi Mikó Imre adományából történt, amit a templom belső északi falán elhelyezett márványtábla igazol.
A templom érdekességei a keleti, szentélyrészben falba épített szószékfeljáró és a délnyugati sarkán vastagabb támfalba épített karzatfeljáró. A templom kőből épült, cseréppel van födve. Hosszúsága 21 m, szélessége 11 m, az ülőhelyek száma 250. Falait kívülről 15 támpillér támasztja. 1867-ben építette Kolonics István mester az orgonát. Az épülettől külön, délnyugati részen van a kőből épített torony, amely alatt van a várfallal körülvett templomkertbe a bejárat. Itt valószínűleg valamikor a kapubástya állt. A tornyot a 19. században újjá kellett építeni. Három harangja van, a legrégebbi 1871-ben készült, Kis János harangöntő mester készítette, az azelőtti harangot az 1848–1849 szabadságharckor begyűjtötték és ágyút öntöttek belőle. A templomot körülvevő várfalat kőből építették alappal és oszlopokkal, az északi részen hiányzik. A templomot kopjafamintával fából faragott díszkerítés övezi, mely 1950-ben készült, Fodor Lajos ácsmester munkája.
A templomtorony utolsó javítása 1987-ben történt, az 1986. augusztus 31-i földrengést követően.

### Sepsibodok emlékművei, emléktáblái
- 1848–49-es forradalom és szabadságharc hőseinek emlékére állított emlékmű a templom előtti téren
- A templom belső falán a második világháború hősei emlékere állított emléktábla
- Két monumentális székelykapu a templommal átellenben
- A központban andezit emlékmű, melyen az első világháborús hősök neve szerepel és ezt közreveszi egy székelykapu, amelyet a Detk község magyarországi településsel való kapcsolat emlékére állítottak
- Polgármesteri hivatallal szemben millecentenáriumi emlékfák láthatók

## Híres emberek
- Bodoki Mikó Miklós (Sepsibodok, 1597. március 23. – Sepsibodok, 1668. február 18.) erdélyi magyar történetíró, földbirtokos, hivatalnok.
- Imreh István történész, szociológus, a Magyar Tudományos Akadémia külső tagja.[4]